# هنلی فالز (مینه‌سوتا)
هنلی فالز، مینه‌سوتا (به انگلیسی: Hanley Falls, Minnesota) یک شهر در ایالات متحده آمریکا است که در شهرستان یلو مدیسن، مینه‌سوتا واقع شده‌است.

## خصوصیات
هنلی فالز ۰٫۶۵ کیلومترمربع مساحت و ۳۰۴ نفر جمعیت دارد و ۳۲۰ متر بالاتر از سطح دریا واقع شده‌است.